# Knudsen Automotive
Knudsen Automotive Inc. war ein US-amerikanischer Hersteller von Automobilen.

## Unternehmensgeschichte
Russell A. Knudsen gründete 1978 das Unternehmen in Omaha in Nebraska. Das genaue Gründungsdatum ist nicht überliefert. Er begann mit der Produktion von Automobilen. Der Markenname lautete Knudsen. Ab dem 16. Oktober 1984 gab es eine Niederlassung in Iowa. 1995 endete die Produktion.
Das am 26. Dezember 2007 ebenfalls in Omaha gegründete Unternehmen Rage Exotic Vehicles LLC sieht sich selber als so etwas wie das Nachfolgeunternehmen an.

## Fahrzeuge
Das erste Modell Baroque war ein Fahrzeug im Stil der 1930er Jahre. Als Coupé bot es Platz für vier Personen. Es war auch als Cabriolet erhältlich. Für ein einzelnes Fahrzeug ist ein V8-Motor mit 3800 cm³ Hubraum überliefert. Etwa 1983 wurde dieses Modell eingestellt. Insgesamt entstanden hiervon elf Fahrzeuge, darunter zwei Cabriolets.
1985 folgten Tojan und Carralo. Sie basierten auf Chevrolet Camaro und Pontiac Firebird.
Außerdem wurden Chevrolet Suburban getunt.